# Дхарма-шастри
Дхармашастри ( Dharmaśāstra IAST в перекладі з санкриту - «Наука про дхарму») - давньоіндійські тексти,  які описують релігійні правила поведінки, а також стародавні закони.
Дхармашастри власне є настановами щодо виконання релігійного обов'язку. У Стародавній Індії  Дхармашастри складалися різними школами богословів і використовувалися як релігійно-правові трактати.
Дхармашастри містили різні норми поведінки: правові, релігійні та морально-етичні норми, які були доброчесними з точки зору брахманізму.. Дхармашастри формально не були збірками законів і не мали обов'язкової сили. Але вони були основними приписами і правилами, які визначали як повинен був поступати людина в суспільному і особистому житті в залежності від того до якої касти або стану він належав.
До нашого часу дійшло понад 20 Дхармашастр, як цілком так і в уривках. Більшість з них відноситься до I-IV століть нашої ери. Ці тексти надають багатий матеріал для дослідників, за яким можна судити про життя суспільства в Стародавній Індії. Найвідомішими дхармашастрами є: «Ману-смріті», «Нарада-смріті» і «Яджнавалк'я-смріті».